# Cosmosoma ada
Cosmosoma ada är en fjärilsart som beskrevs av Herrich-Schäffer 1855. Cosmosoma ada ingår i släktet Cosmosoma och familjen björnspinnare. Inga underarter finns listade i Catalogue of Life.